# Kapusy Antal
Kapusy Antal (Temesvár, 1929. április 13. – Előpatak, 1978. június 20.) orvos, orvosi és lélektani szakíró, műfordító, szerkesztő.

## Életútja
Középiskoláit szülővárosában végezte (1947), orvosi oklevelét a marosvásárhelyi OGYI-ban szerezte (1954); ugyanitt a mikrobiológiai tanszéken gyakornok, 1957-től az élettani tanszéken laboratóriumi főnök, majd tanársegéd.
Súlyos betegsége miatt 1971-ben nyugdíjazták, Marosszentgyörgyre, később Gyimesfelsőlokra költözött, ahol tudományos és ismeretterjesztő irodalmi tevékenységét folytatta. Feladatául tűzte ki az orvostudomány népszerűsítését, a Falvak Dolgozó Népe, Hargita, Megyei Tükör hasábjain egészségügyi tanácsadást szervezett.

## Munkássága
Érdeklődésének középpontjában az öregedés élet- és lélektana állt, orvosi, gerontológiai, biológiai, szociálpszichológiai írásaival jelentkezett. Ezek közül kiemelkedett a Korunkban megjelent Az öregedés lélektana (1971/9), A pszichoszféra védelmében (1972/11) s Génkészlet és magatartás (I–II. 1976/7, 8) című tanulmánya, valamint A Hétben közölt Az én vezérem bensőmből vezérel (1978/13) s a TETT 1977-es legelső számából a Szabályozott öregedés.
A lengyel irodalomból válogatott versek, novellák, regényrészletek fordításával, szépirodalmi ismertetésekkel az Utunk, Korunk munkatársa. A Kriterion Kiadó Korunk Könyvek című sorozatának szerkesztőbizottsági tagja 1976-tól haláláig.

## Kötete
- Az öregedés tudománya (Korunk Könyvek 1974).